# Cattedrale della Santissima Trinità (Blaj)
La cattedrale della Santissima Trinità (in rumeno: Catedrala Sfânta Treime) è la chiesa cattedrale dell'arcieparchia di Făgăraș e Alba Iulia. Si trova nella città di Blaj, in Romania.

## Storia e descrizione
Il 30 marzo 1738 il vescovo Inocențiu Micu-Klein concluse un accordo con Giovanni Battista Martinelli, architetto della corte imperiale di Vienna, per la realizzazione della cattedrale, delle scuole e del monastero della Santa Trinità, per l'importo di 61.000 fiorini austriaci. La costruzione venne completata nel 1748. La cattedrale fu consacrata dal vescovo Petru Pavel Aron nel 1756. L'edificio è stato ampliato nel 1838, quando sono state aggiunte due torri monumentali.

## Galleria d'immagini

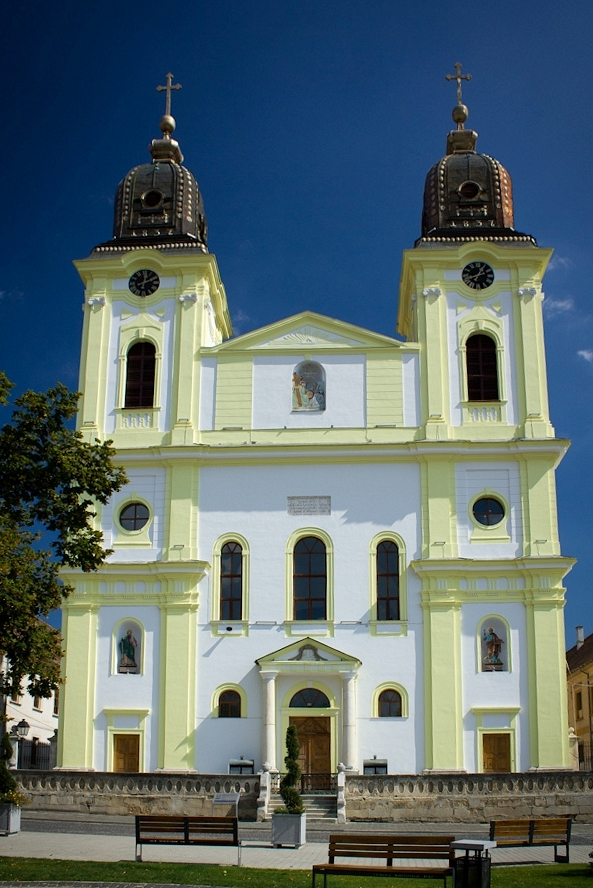
La facciata e le torri
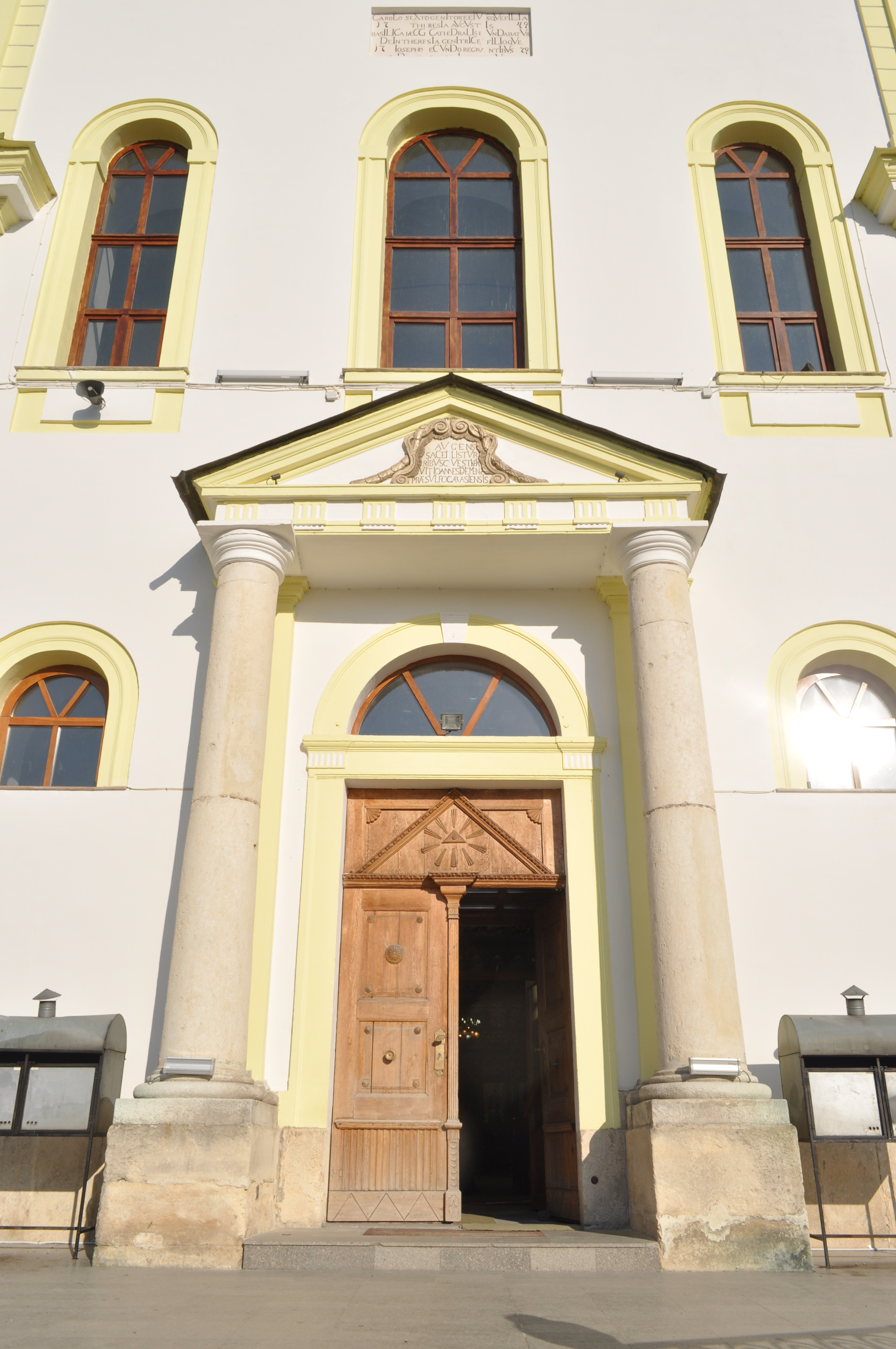
Ingresso
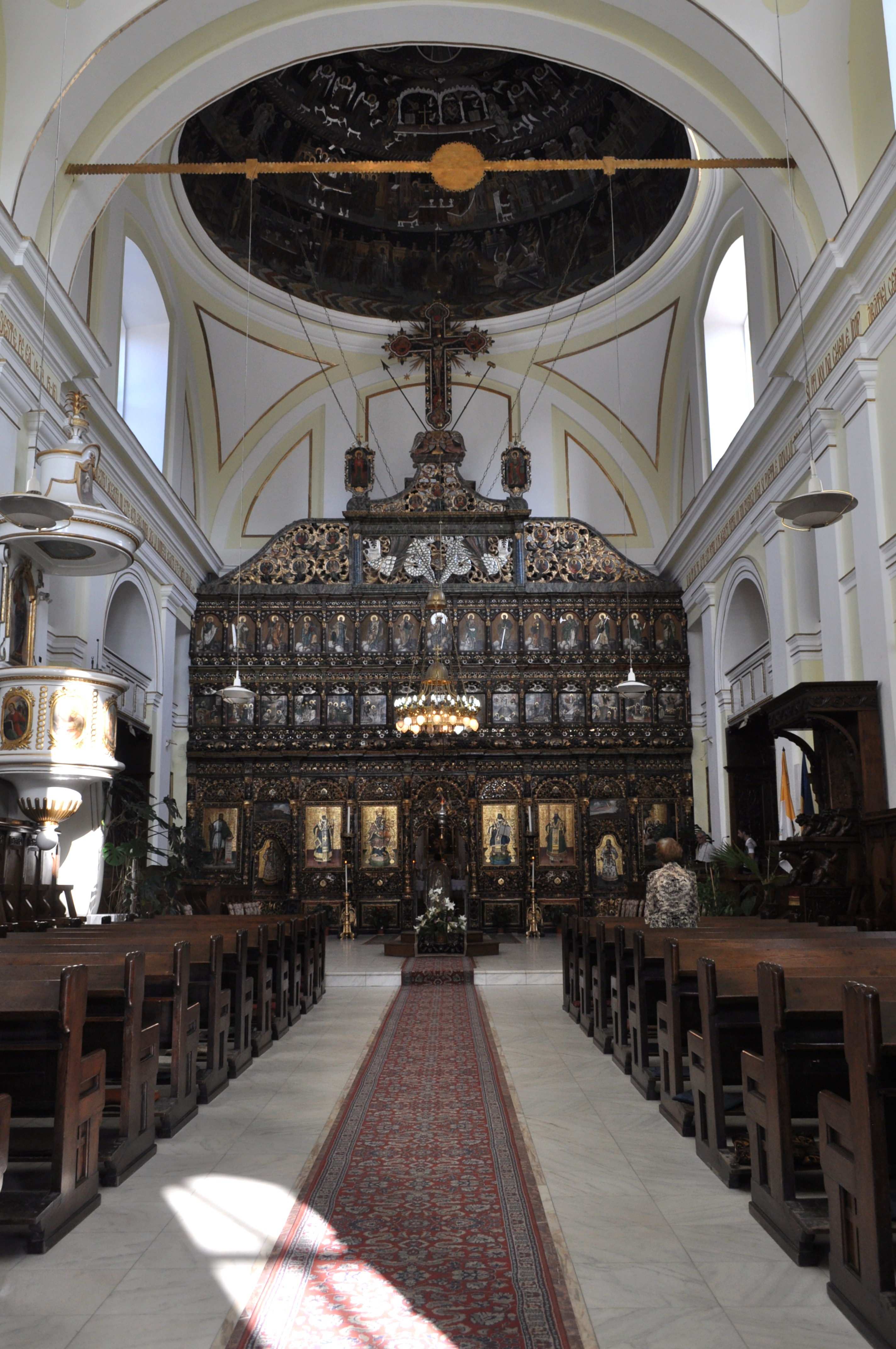
Navata
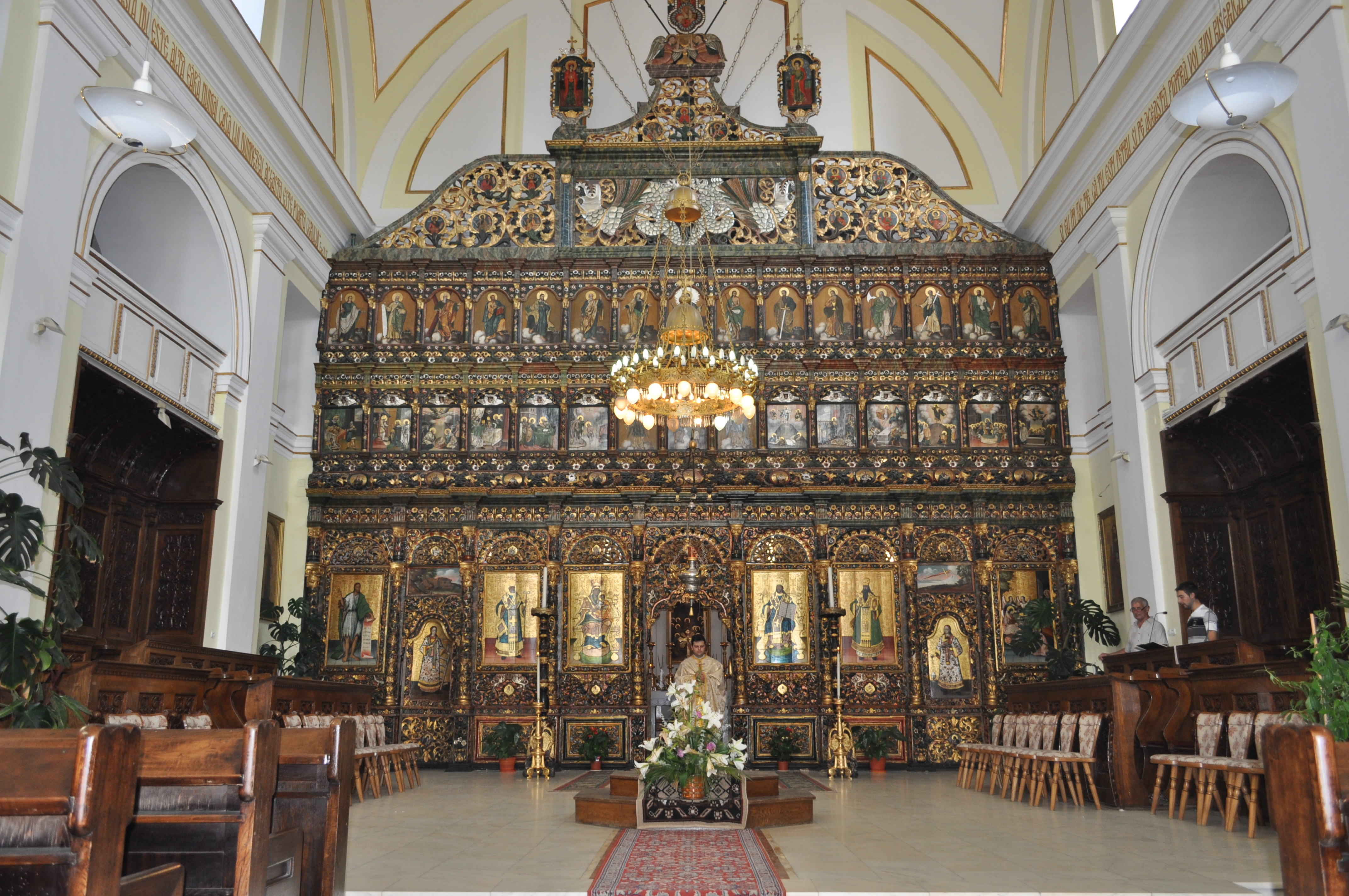
Iconostasi
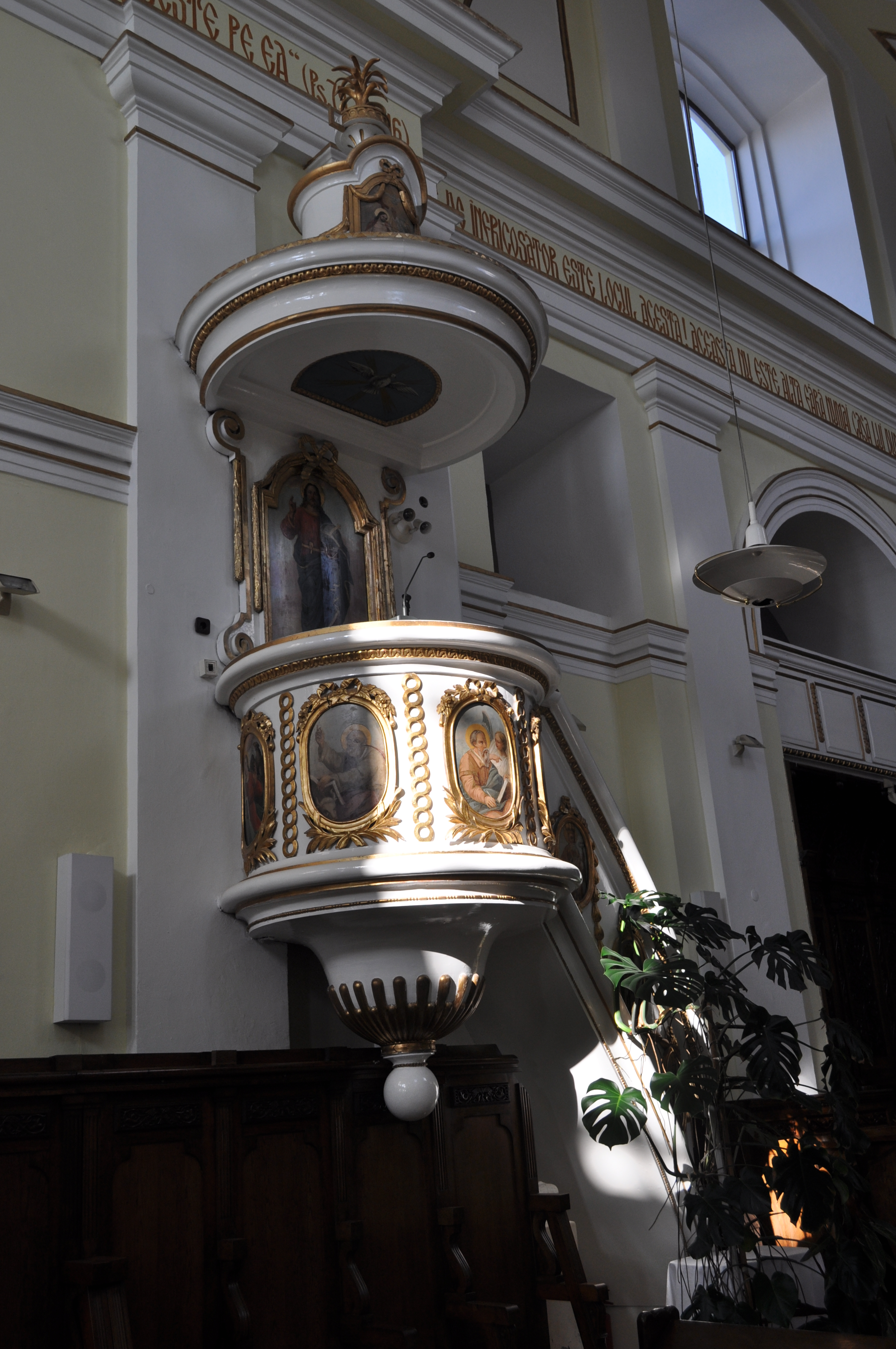
Pulpito